# Vis Basket Cervia 2008-2009

## Rosa 2008-2009
- Alice Nori, Ala, 1993, 182 cm.
- Debora Carangelo, Playmaker, 1992, 163 cm.
- Valeria Rossi, Guardia, 1983, 170 cm.
- Azzurra Gazzoni, Ala, 1988, 180 cm.
- Ursula Colabello, Ala, 1991, 182 cm.
- Valentina Vignali, Ala, 1991, 185 cm.
- Chiara Monari, Ala/Pivot, 1989, 188 cm.
- Laura Spinelli, Guardia, 1989, 161 cm.
- Sofia Sintini, Guardia, 1989, 163 cm.
- Giulia Occhipinti, Guardia/Ala, 1988, 181 cm.
- Ludovica Storer, Guardia, 1990, 174 cm.
- Edina Urmos, Ala/Pivot, 1986, 185 cm.